# The Turtles
The Turtles - американський рок-гурт, створений в 1965-му році у Лос-Анджелесі, штат Каліфорнія, який виконував мелодійні, насичені багатоголоссям поп-пісні з елементами фолк-року і м'якої психоделії.Визнання гурт здобув своїм хітом 1967 року — піснею «Happy Together», яка очолила американські чарти у 1967.Сім альбомів групи очолювали Billboard 200, найбільший успіх мав збірник «The Turtles! Golden Hits» (#7, 1968). Також до чартів потрапили й інші пісні: «It Ain't Me Babe» (1965), «You Baby» (1966), «She'd Rather Be With Me» (1967), «Elenore» (1968) та «You Showed Me» (1969).
Коли наприкінці 1960-х років комерційний успіх гурта пішов на спад, виникли проблеми з менеджментом, наслідком чого стали судові позови та конфлікти з лейблом White Whale Records, які призвели до розпаду групи у 1970-му році. Члени-засновники Говард Кейлан і Марк Волман пізніше досягли значного успіху у якості соло-музикантів та возз'єдналися під назвою комедійного рок-гурту — Flo & Eddie. Починаючи з 1983 року, Turtles за участю Flo & Eddie (відновленої версії гурту) гастролюють.

## Історія розвитку гурту

### 1963–1966: Формування, перші успіхи і кадрові зміни

#### Nightriders, the Crossfires і Tyrtles
На початку 1963, уродженець Нью-Йорка Говард Кейлан і Марк Волман, який народився в Каліфорнії, навчалися у одній школі — Westchester High в Лос-Анджелесі (Кейлан переїхала з Нью-Йорка в дитинстві). Обидва співали в шкільному акапельному хорі, в якому Волман незабаром дізнався про гурт Кейлана з інструментальною серф-музикою The Nightriders (до складу якого входили Кейлан на саксофоні та учасники хору Ел Нікол на гітарі, Дон Мюррей на барабанах і Чак Портц на басу). Волман приєднався до групи у ролі саксофоніста, незадовго до того, як група змінила назву на The Crossfires того ж року. Після закінчення середньої школи група продовжила свою діяльність, а її учасники навчалися в місцевих коледжах (підбираючи ритм-гітариста Джима Такера).
Вони випустили сингл «Dr. Jekyll & Mr. Hyde» ч/б «Fiberglass Jungle» під місцевим лейблом «Capco Records» в 1963 році. За допомогою ді-джея KRLA та KFWB і власника клубу Реба Фостера, The Crossfires підписав контракт із нещодавно створеним White Whale Records. Дотримуючись переважаючої музичної тенденції, група перейменувала себе в фолк-рок-групу під назвою «Tyrtles», навмисно стилізованою орфографічною помилкою, натхненною Byrds і Beatles. Однак модний правопис проіснував недовго, і їм довелося назвати себе Черепахами.
Через зміну стилістики з «серф-музики» на «фолк-рок» Кайлан і Волман відмовилися від саксофонів і стали вокалістами гурту. Кейлан став вокалістом та клавішником (хоча більшість клавішних партій у їхніх хітах він віддав Ніколу). Волман почав гармоніювати зі співом Кейлана, ставши третім гітаристом, а також перкусіоністом групи.

#### Пісня «It Ain't Me Baby» та альбом «You Baby»
Як і у випадку з Byrds, Turtles досягли значного успіху з кавером на пісню Боба Ділана. Пісня «It Ain't Me Babe» потрапила в десятку лідерів Billboard вже наприкінці літа 1965 року і презентувала перший альбому групи «Let Me Be». Другий сингл, потрапив до топ-30, а «You Baby» до топ-20 на початку 1966 року. Композиція «You Baby» з її складними вокальними гармоніями та бадьорим темпом кардинально вплинула на звучання гурту, оскільки він відійшов від політичного фолк-року, який притаманний Бердсу; новий звук гурту коливався від камерної попмузики до простої попмузики.
You Baby, другий альбом гурту, не потрапив до Billboard Top LPs, а з кількох синглів, що вийшли 1966 року, «Grim Reaper of Love» і «Can I Get to Know You Better» ледь увійшли до Billboard Hot 100. До чартів не потрапив і написаний Уорреном Зевоном сингл «Outside Chance», який містив гітарну партію, схожу до культової композиції «Taxman» британського рок-гурту «The Beatles» . 1966 року Черепахи з'явилися у фільмі Universal Out of Sight, виконавши у кінострічці пісню «She'll Come Back».

## Дискографія

### Альбоми
- It ain't Me Babe (1965)
- You Baby (1966)
- Happy Together (1967)
- The Turtles Present the Battle of the Bands (1968)
- Turtle Soup (1969)
- Let Me Be Magic (2005)
- She ' d Rather Be with Me (2005)